# Север Барселонский

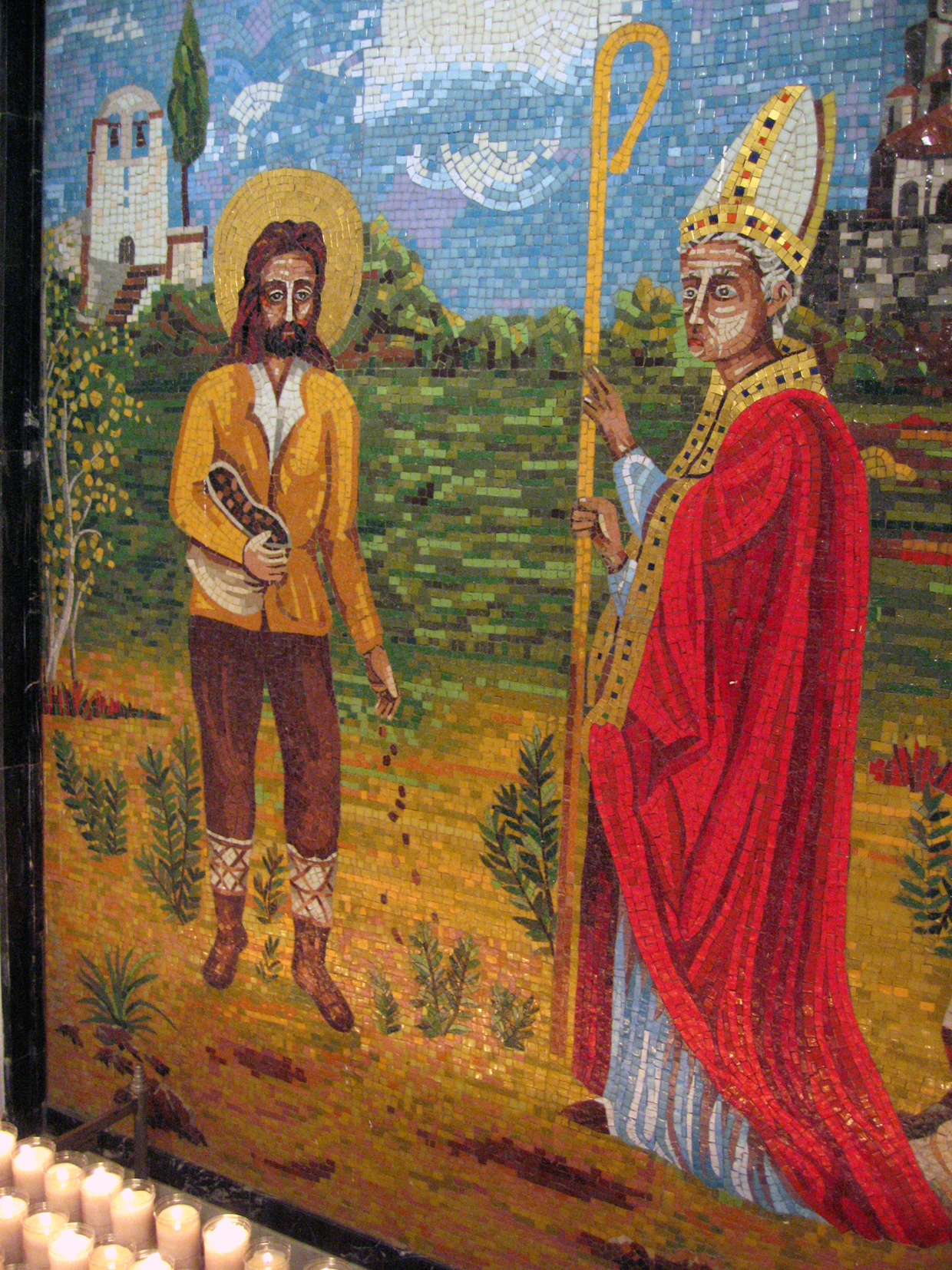
Север и Эметерий. Чудо в полях. Скит святого Медира, Сан-Кугат-дель-Вальес

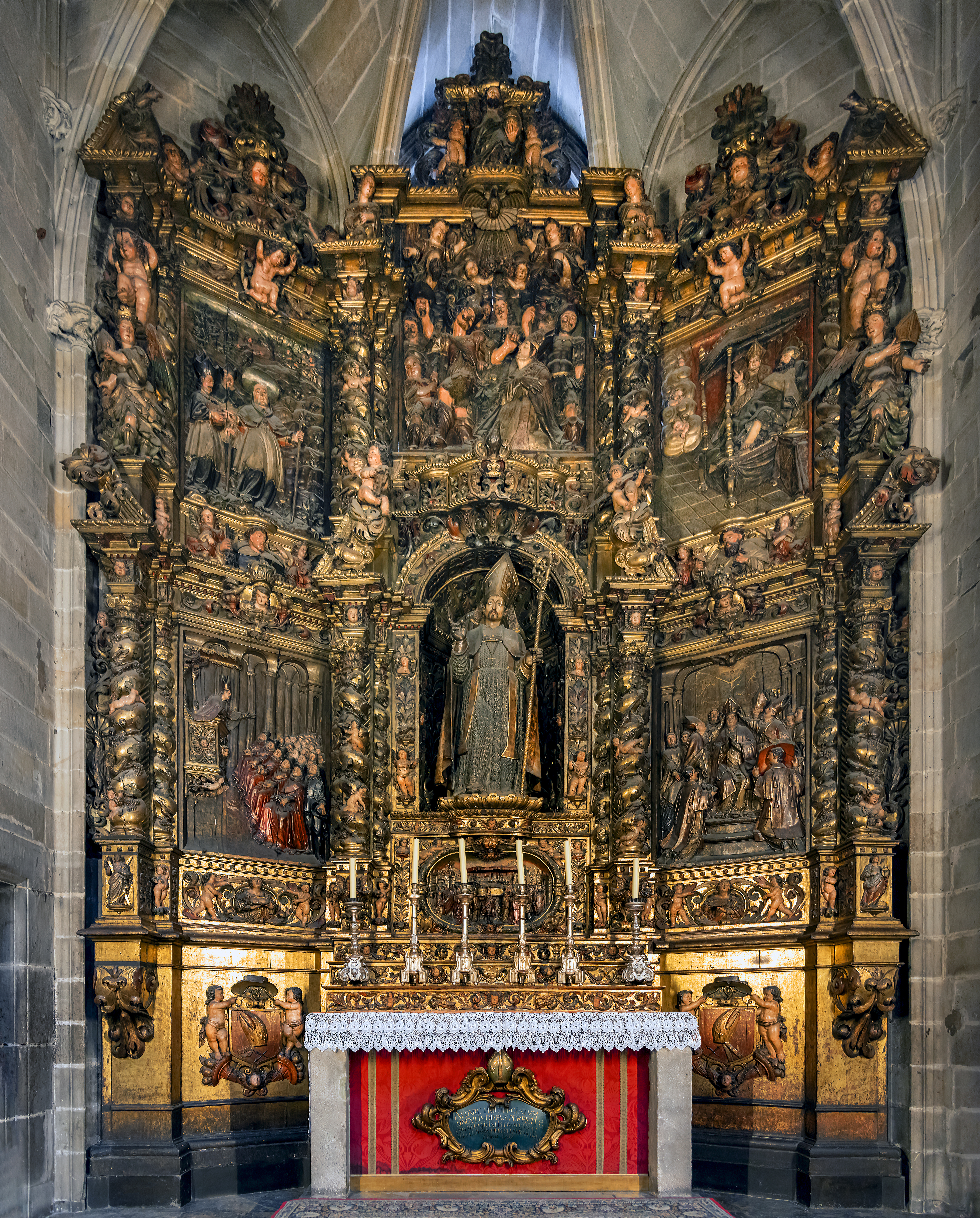
Алтарь святого Севера. Барселонский собор

Север (кат. Sever, исп. Severo; умер в 304) — святой, епископ Барселоны (около 290—304). День памяти — 6 ноября.
Святой Север был казнён во время великого гонения при императоре Диоклетиане. Подробная информация о его жизни и смерти известна из жития, написанного, предположительно, в VI веке.
По преданию, святой Север родился в Барселоне в знатной семье и получил хорошее образование. В посвящённой ему службе говорится о том, что он был жителем Барселоны. По одному из преданий, он был скромным ткачом, на чью голову села голубка. Жители города увидели в этом знак и избрали его епископом около 290 года.
Во время гонений Диоклетиана Север бежал в Castrum Octavianum (Сан-Кугат-дель-Вальес). По дороге он столкнулся с молодым крестьянином по имени Эметерий, который в поле сеял бобы. Святой Север поручил этому человеку, сказать, куда он пошёл тем солдатам. которые будут посланы, чтобы его убить. Как только он ушёл, бобы тотчас взошли и стали бурно расти.
Когда солдаты пришли к Эметерию и спросили, не видел ли он епископа, тот ответил, что епископ проходил, когда он засевал поля. Рассердившись на сеятеля, солдаты схватили его и поместили в Castrum Octavianum. Тем временем святой Север открылся солдатам вместе с четырьмя другими священниками, которые бежали вместе с ним. Четыре священника были наказаны плетьми, а затем им отрубили головы. Эметерия постигла та же участь. Севера били кошкой о девяти хвостах, а в голову ему вгоняли гвозди. После пыток солдаты оставили его на земле. Однако он был жив и скончался, будучи на руках у своих единоверцев-христиан.
Считается, что святой Север похоронен в городе Сан-Кугат-дель-Вальес, где в его честь воздвигнут храм. Рядом с храмом сохранился монастырь, в который перенесли мощи, когда храм был разрушен. В XV веке часть мощей перенесли в Барселону, где, согласно преданию, произошли многие чудеса, в частности, исцеление короля Мартина I от гангрены ноги. Рядом с собором Барселоны имеется храм святого Севера, выполненный в стиле барокко. Святому Эметерию посвящён скит рядом с Сан-Кугат-дель-Вальес. Его поминают в первую неделю марта.